# Karabin Mk 14 EBR
Mk 14 Enhanced Battle Rifle (EBR) – amerykański karabin automatyczny, będący zmodernizowaną odmianą karabinu M14, opracowaną na początku XXI wieku. Karabin wykorzystywany jest głównie w roli karabinu wyborowego i przystosowany jest do nabojów 7,62 × 51 mm NATO.
Karabin Mk 14 EBR powstał w odpowiedzi na zamówienie złożone w 2000 roku przez US Navy SEALs. Pierwsze egzemplarze trafiły do służby w 2004 roku. Poza jednostką specjalną SEALs broń wykorzystywana jest przez US Army oraz US Coast Guard.